# Eduard Frankford
Eduard Frankford (* 13. August 1997) ist ein ehemaliger Taekwondo-Kämpfer aus Österreich. Er startet in der Gewichtsklasse bis 63 und 68 Kilogramm.

## Karriere
2011 nahm er erstmals an einem internationalen Wettbewerb teil. Bei der Junioren-EM 2011 erreichte er das Viertelfinale. 2014 nahm er an den Olympischen Jugendspielen teil, auch hier schied er im Viertelfinale aus. 2015 nahm er erstmals an den Taekwondo-Weltmeisterschaften teil; dort schied er in der ersten Runde aus. 2016 nahm er an den Taekwondo-Europameisterschaften teil; hier schied er in der ersten Runde gegen den späteren Vizeeuropameister Hamza Adnan Karim aus.
Im Jahr 2016 zog sich Eduard Frankford aus dem Taekwondo zurück und wandte sich der Informatik zu. 2023 machte er als Erster an der Universität Innsbruck seinen Master im neuentstandenen Studiengang Software Engineering. Danach begann er mit seiner Promotion.
Zusammen mit seinem Vater Eduard Frankford sen. gründete er den Taekwondo-Club "Frankford's Taekwondo". Darüber hinaus gründete er ein eigenes IT-Unternehmen.

## Turnierteilnahmen
- Olympische Jugendspiele 2014: Viertelfinale
- Junioren-Weltmeisterschaften 2012 + 2014: 1. Runde
- Weltmeisterschaft 2015: Achtelfinale
- Europameisterschaft 2016: Achtelfinale
- Offene Turniere: 2 Silber, 2 Bronze
- Staatsmeistertitel: 1 Gold

## Ausgewählte Resultate
- 2011: Silber bei den Belgian Open in Herentals, Belgien, PAR bei den Europameisterschaften in Tiflis, Georgien.
- 2012: PAR bei den Weltmeisterschaften in Sharm El-Sheikh, Ägypten.
- 2013: Bronze bei den Dutch Open in Eindhoven, Niederlande, Silber bei den Spanish Open in Alicante, Spanien, PAR bei den Europameisterschaften in Porto, Portugal.
- 2014: PAR bei den Weltmeisterschaften in Taipai City, Taiwan, Bronze bei den Austrian Open in Innsbruck, Österreich, PAR bei den Olympischen Spielen in Nanjing, China.